# 49-Mile Scenic Drive

Cartello della 49-Mile Scenic Drive

La 49-Mile Scenic Drive (conosciuta anche come 49-Mile Drive o 79-Kilometer Drive) è una strada panoramica che si sviluppa dentro ed attorno a San Francisco evidenziando molte delle maggiori attrazioni e delle strutture ad interesse storico della città.
Fu aperta il 14 settembre 1938 come promozione per l'esposizione internazionale del Golden Gate del 1939.
Percorrendo la 49-Mile Scenic Drive si poteva ammirare il Golden Gate Bridge (aperto nel 1937) e l'Oakland Bay Bridge (aperto nel novembre del 1936).
Il percorso termina nei pressi di Treasure Island.
Il percorso originale misurava 50 miglia (80 km). Fu velocemente cambiato per misurare 49 miglia (79 km) così da rifarsi alla superficie di San Francisco che era appunto pari a 49 miglia quadrate.

## Punti di interesse

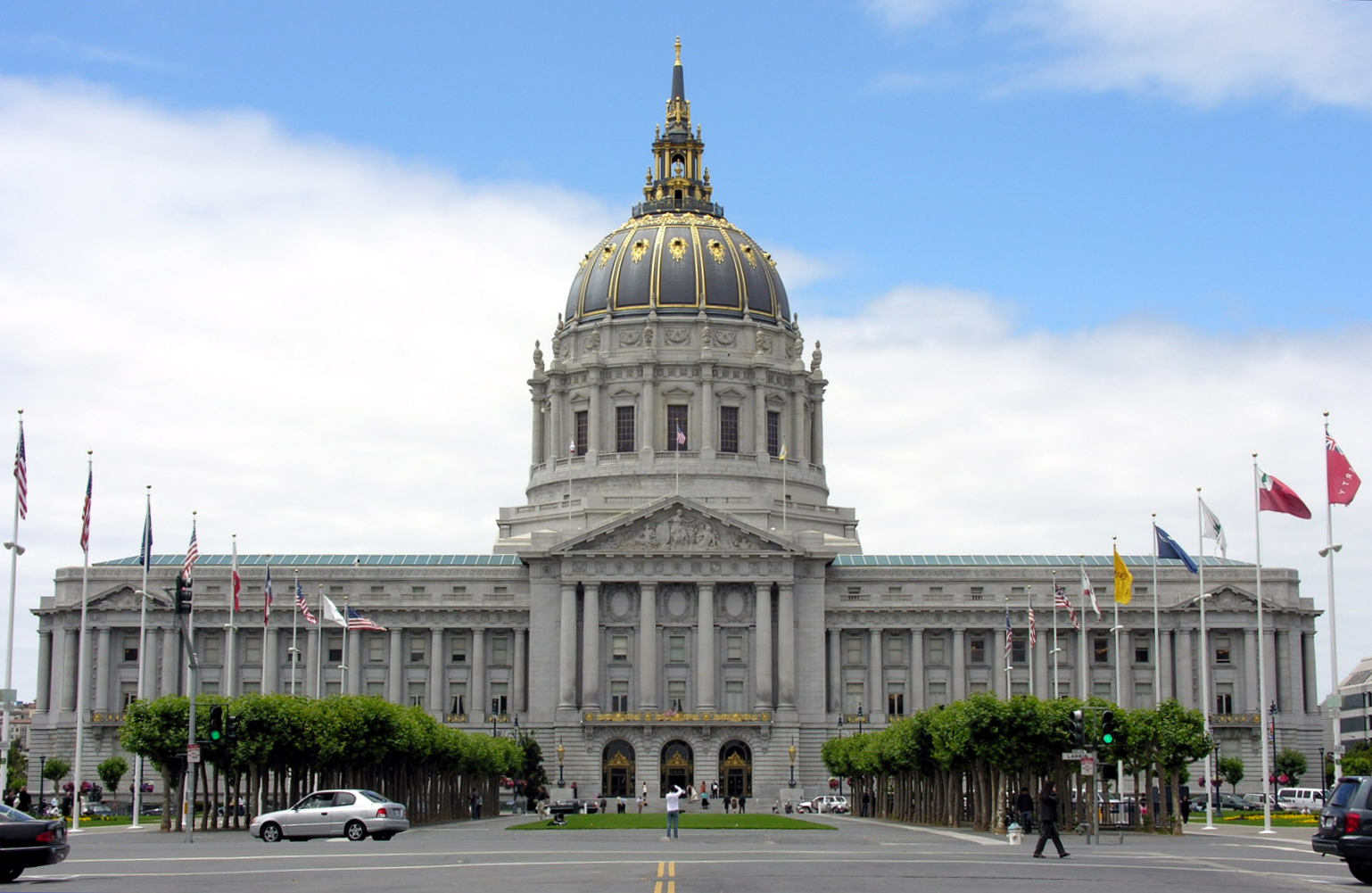
Il Municipio di San Francisco

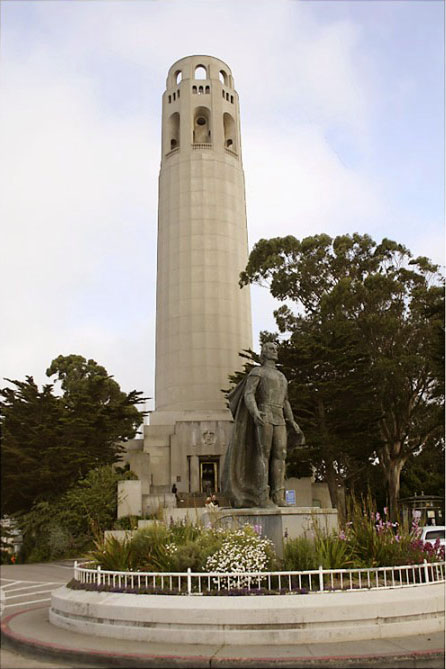
Coit Tower

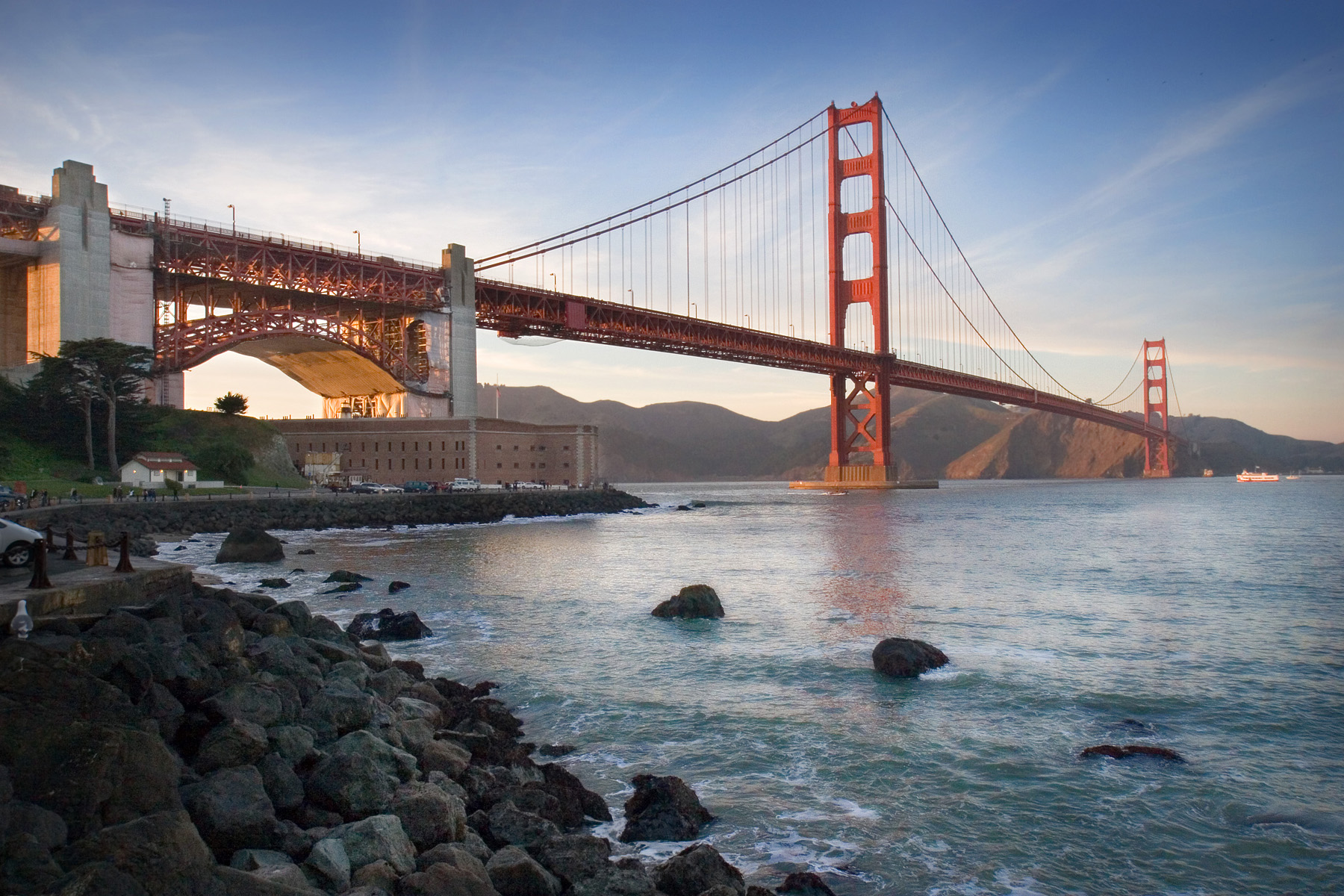
Golden Gate Bridge

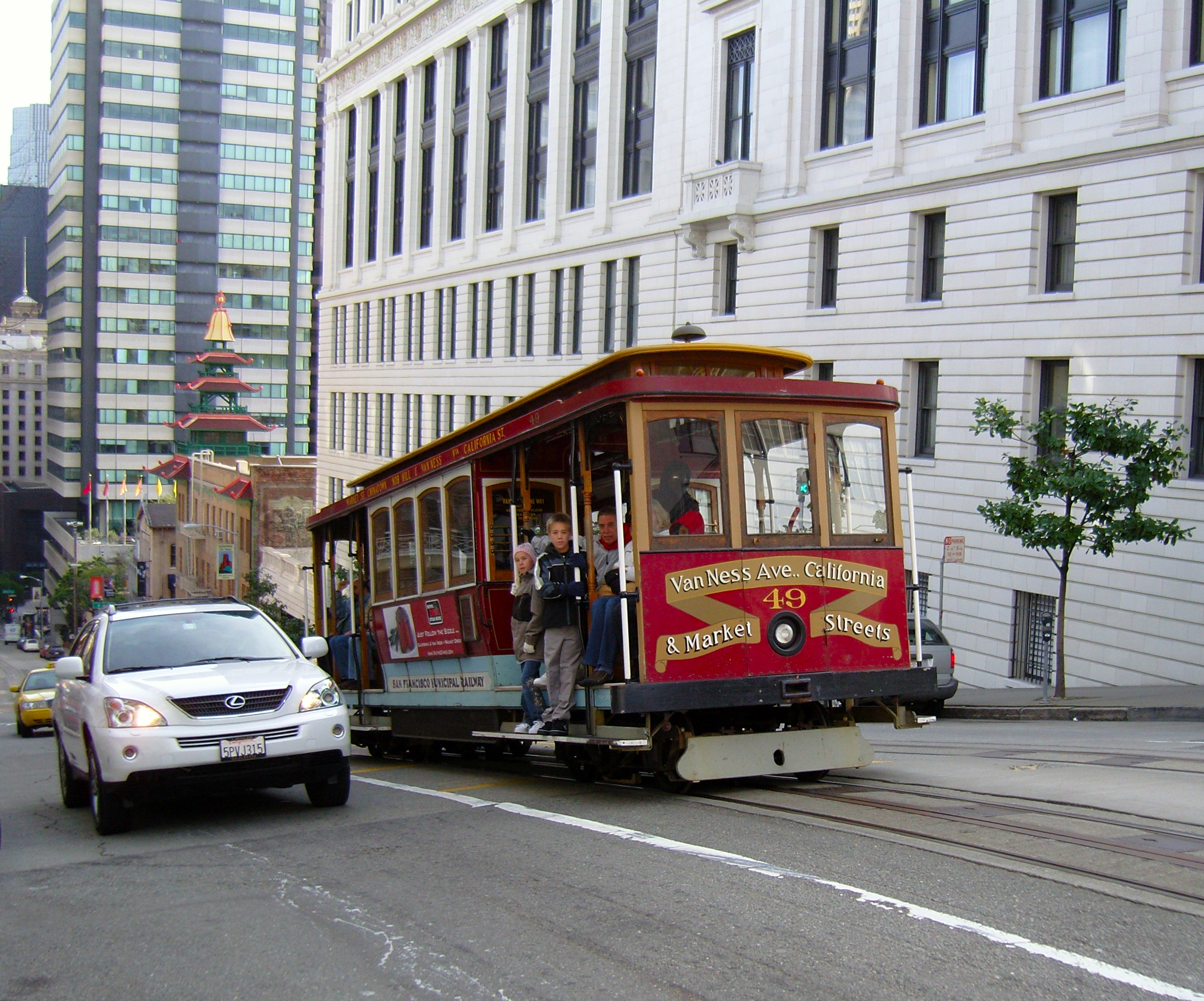
Cable Car che si arrampicano su per Nob Hill.

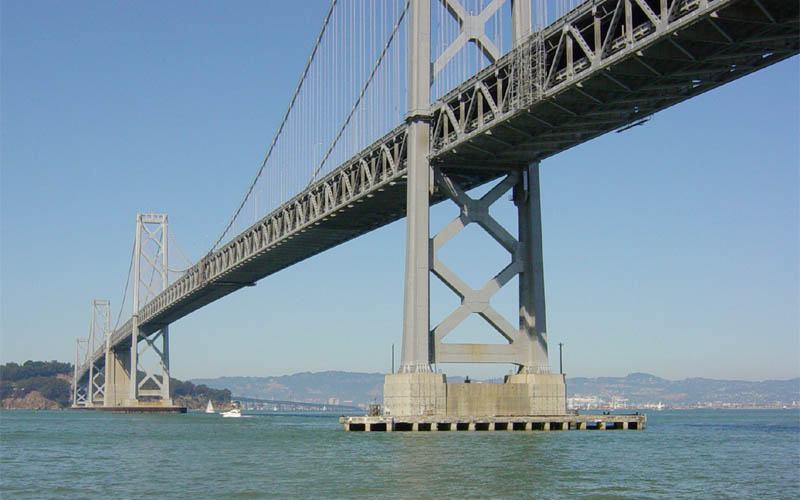
Bay Bridge visto dall'Embarcadero

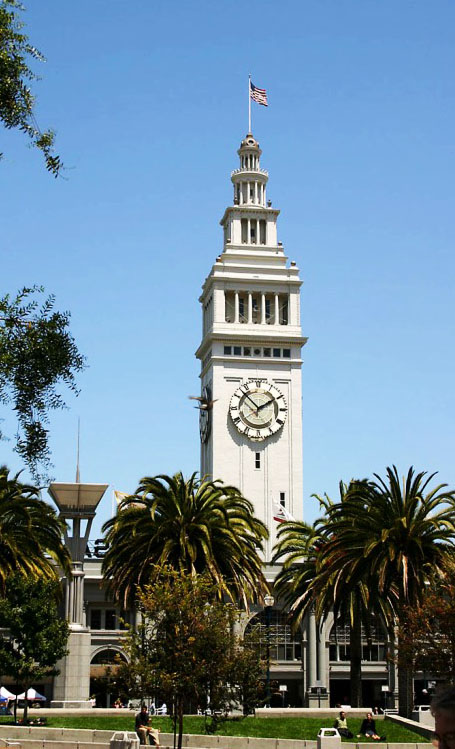
Ferry Building

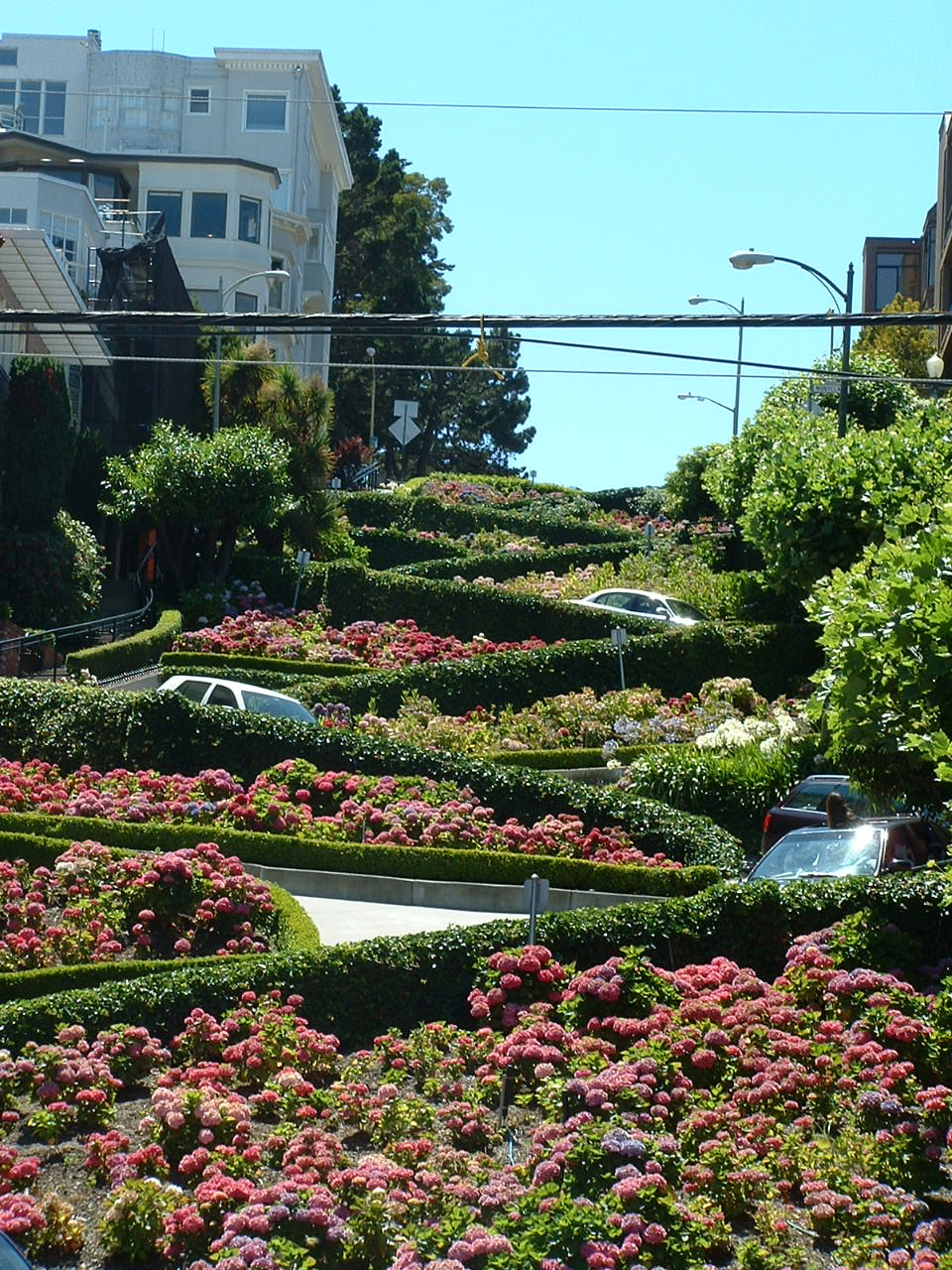
Lombard Street

Il percorso è segnalato da un cartello con i colori blu e bianco ed inizia nell'intersezione tra Hayes Street e Van Ness Avenue, vicino al Municipio di San Francisco:
- Civic Center
- Asian Art Museum
- SFMOMA
- Japantown
- Union Square
- Chinatown
- Nob Hill
- Cable Car Barn
- Transamerica Pyramid
- North Beach (San Francisco)
  - Washington Square
  - Coit Tower
- Pier 39
- Fisherman's Wharf
- Alcatraz
- The Cannery
- Ghirardelli Square
- Aquatic Park
- Lombard Street
- Marina Green
- Crissy Field
- Palace of Fine Arts - (Exploratorium)
- Presidio di San Francisco
  - Letterman Digital Arts Center
- Golden Gate Bridge
- Fort Point
- Baker Beach
- Legion of Honor
- Richmond District
- Lincoln Park
- Sutro Baths (ruins)
- Great Highway
  - Cliff House
  - Seal Rock
  - Ocean Beach
  - The San Francisco Zoo
  - Lake Merced
- San Francisco State University
- Golden Gate Park
  - Strybing Arboretum
  - Japanese Tea Garden
  - de Young Museum
  - Academy of Sciences
  - Conservatory of Flowers
  - AIDS Memorial Grove
  - Kezar Stadium
- Haight-Ashbury
- Twin Peaks
- Castro district
  - Castro Theatre
- Mission Dolores
- AT&T Park
- Bay Bridge
- The Embarcadero
  - Ferry Building
  - Federal Reserve Bank of San Francisco
- Financial District
- Moscone Center